# Фосса-Маґна

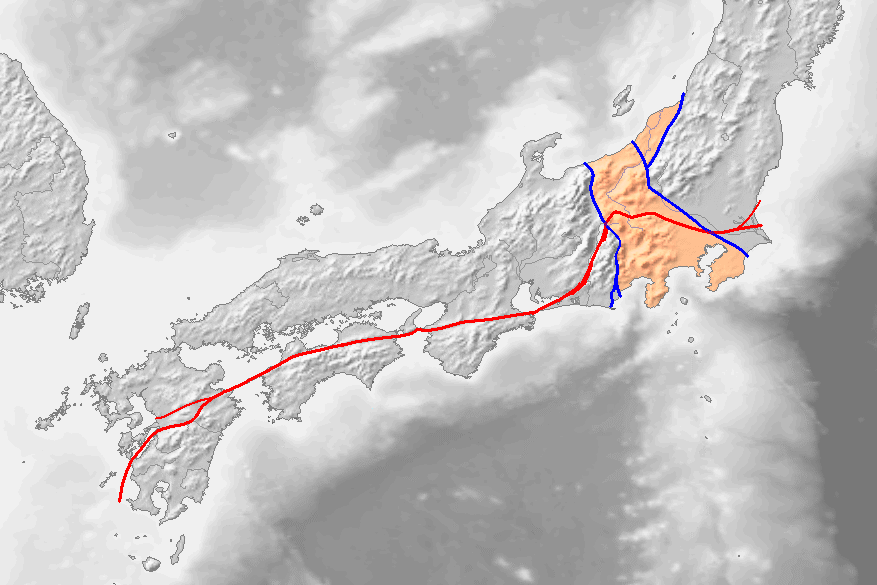
██ територія розлому
Фо́сса ма́ґна або Центра́льний розло́м (лат. Fossa Magna, «Великий розлом») — трансформний розлом в центрі острова Хонсю, Японія, що розділяє його на північно-східну та південно-західну частини. Західний край розлому проходить по лінії Ітоїґава — Сідзуока в регіоні Тюбу; східний край — по лінії Касівадзакі — Тіба. Територією розлому пролягає вулканічна гряда четвертинного періоду. Назву розлому запропонував німецький геолог Генріх Едмунд Науманн.